# Rugby a 15 ai Giochi della II Olimpiade
Il torneo di rugby alla II Olimpiade fu il primo torneo olimpico di rugby in assoluto.
Vi presero parte la nazionale francese, il Frankfurt Fußball Club (Germania) e i Mosley Wanderers RFC (Regno Unito). In tutto, parteciparono 47 atleti. Il regolamento prevedeva 3 punti per una meta o per un calcio piazzato, 2 punti per le trasformazioni e 4 punti per i drop.
Il primo incontro si tenne il 14 ottobre 1900 fra la selezione francese ed il Frankfurt Fußball Club. I tedeschi chiusero in vantaggio il primo tempo per 14-5 (due mete trasformate ed un drop contro una meta trasformata dei francesi). Il secondo tempo fu decisamente differente: i francesi ribaltarono il punteggio, mettendo a segno ben cinque mete di cui due trasformate, contro una sola meta tedesca.
Il secondo incontro si tenne il 28 ottobre 1900 fra la selezione francese ed i Mosley Wanderers RFC. I britannici vennero completamente annullati durante il primo tempo, che vide i francesi dominare per 21-0. Il secondo tempo vide una timida reazione britannica con una meta trasformata ed un calcio piazzato, che però non cambiarono il segno della partita.
L'incontro finale fra il Frankfurt Fußball Club e i Mosley Wanderers non si tenne. Il CIO pertanto assegnò l'argento ex aequo a Germania e Regno Unito.

## Risultati
| Squadra                | P.ti | G | V | N | P | PF | PS | DP  |
| ---------------------- | ---- | - | - | - | - | -- | -- | --- |
| Francia                | 2    | 2 | 2 | 0 | 0 | 54 | 25 | +29 |
| Frankfurt Fußball Club | 0    | 1 | 0 | 0 | 1 | 17 | 27 | -10 |
| Mosley Wanderers RFC   | 0    | 1 | 0 | 0 | 1 | 8  | 27 | -19 |

N.B. Il punteggio della tabella è puramente indicativo.
| Arbitro: | Potter |

| |            | |
| Reitz m. tr. Schmierer m. tr. marcatore sconosciuto drop Ludwig m.                                                                   | Marcatori  | m. tr. Sarrade m. (2) Roosevelt m. (2) Reichel m. Albert tr. (2) marcatore sconosciuto                                        |
| Kreuzer Landvoigt Reitz Herrmann E. Ludwig Betting Schmierer Müller Stockhausen Latscha Hofmeister Wenderoth Poppe R. Ludwig Amrhein | Formazioni | Pharamond Reichel Collas Henriquez Rischmann Binoche Alber Roosevelt Lefèbvre Sarrade Aïtoff Olivier Gautier Lardanchet Hervé |

| Arbitro: | Potter |

| |            | |
| Wallis m. Birtles tr. Birtles c.p.                                                                                     | Marcatori  | m. (2) Sarrade m. Olivier m. Collas m. Gautier c.p. (2) Rischmann m. Reichel m. Binoche                                              |
| Loveitt R. Whittindale Nicol C. Whittindale Hood Birtles Cantion Deykin Darby Wallis Smith Logan Bayliss Talbot Wilson | Formazioni | Pharamond Rischmann Giroux Reichel Collas Binoche Gondouin Lardanchet Hervé Roosevelt Aïtoff Gautier Hubert-Lefèbvre Sarrade Olivier |

|  | Frankfurt Fußball Club | – | Mosley Wanderers RFC |  |